# Cípsel de Corint

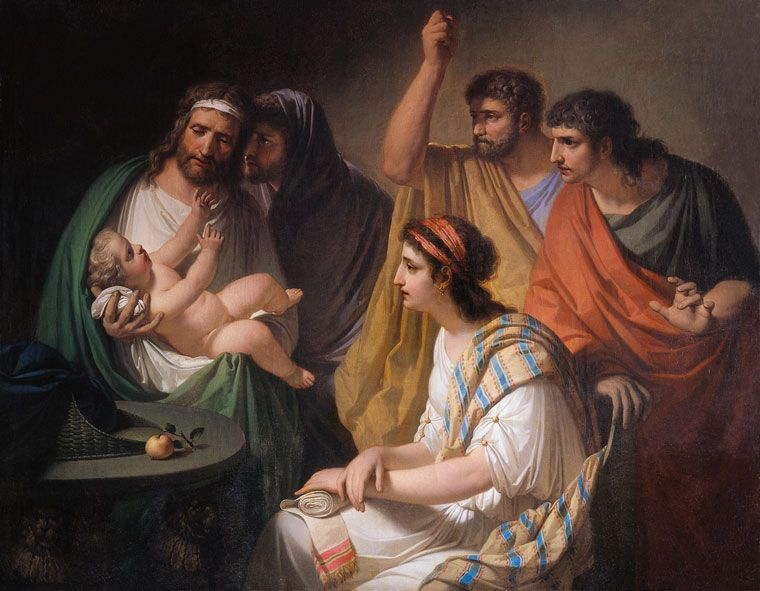
Franc Kavčič - Cípsel nen, commou els sicaris amb el seu somriure

Cípsel de Corint (en grec antic Κύψελος / Kypselos), fill d'Eeció i descendent de Caeneus, company de Pirítous. Pausànies diu que era descendent de Meles de Gonusa (Gonusa era una ciutat al costat de Sició).
Suposadament la seva mare era descendent dels baquíades, és a dir la noblesa dòrica de Corint. La mare de Cípsel no era gaire agraciada i no va poder casar-se amb cap membre de l'aristocràcia. El seu matrimoni amb Eeció va ser feliç fins que l'oracle de Delfos els va prometre un fill que governaria Corint amb justícia. Els baquíades el volien eliminar pel seu origen i van tractar de matar aquest fill, Cípsel. Els assassins enviats es van apiadar pel somriure de l'infant i no el van matar; un segon intent va fracassar quan els assassins no van trobar el nen perquè la mare l'havia amagat a una cistella o un cofre (κυψέλη), paraula de la qual va derivar el seu nom. La famosa cistella o cofre de Cípsel fou descrita per Pausànies: un ancestre de Cípsel l'havia comprada i va romandre en mans dels seus descendents; era de fusta de cedre, ivori i or, i adornada amb figures en relleu; més tard va ser dedicada al temple d'Hera a Olímpia, on la va veure el geògraf al segle ii.
Més tard Cípsel fou el campió de la democràcia contra la noblesa, i finalment, amb el suport del poble, derrocà els baquíades, que s'havien mantingut al tron de Corint durant cinc generacions i va establir-hi la seva tirania. Se'l va acusar de moltes malifetes però almenys en part foren probablement acusacions dels derrocats baquíades, ja que el seu govern fou popular i pacífic i el mateix tirà es passejava entre els seus súbdits sense guàrdia. Consta que va acumular gran riquesa i va dedicar un capella (Capella dels corintis) a l'oracle de Delfos, amb una palmera de bronze, i a Olímpia va erigir una estàtua daurada de Zeus, per fer la qual els corintis van haver de pagar una taxa bastant alta durant anys.
Va governar uns trenta anys vers 658 aC/655 aC fins a 628 aC/625 aC. A la seva mort el va succeir el seu fill Periandre de Corint, un dels set savis de Grècia.